# Curtonotum helva
Curtonotum helva is een vliegensoort uit de familie van de Curtonotidae. De wetenschappelijke naam van de soort is voor het eerst geldig gepubliceerd in 1862 door Loew.